# Janusz Zuziak
Janusz Zuziak (ur. 15 listopada 1959 w Bielsku-Białej) – polski historyk, profesor nauk humanistycznych, pułkownik rezerwy Wojska Polskiego.

## Życiorys
W 1990 ukończył studia z zakresu nauk politycznych w Wojskowej Akademii Politycznej im. Feliksa Dzierżyńskiego. Doktorat obronił w 1996, a habilitację w 2001 (specjalność – historia najnowsza). Tytuł naukowy profesora uzyskał w 2015.
W latach 2002–2007 zajmował stanowisko głównego specjalisty w Wojskowym Biurze Badań Historycznych. Od 2008 do 2013 pełnił funkcję dyrektora Instytutu Nauk Humanistycznych Wydziału Bezpieczeństwa Narodowego Akademii Obrony Narodowej. Był szefem Katedry Historii Sztuki Wojennej w Instytucie Nauk Humanistycznych AON. Pełni funkcję kierownika Katedry Nauk o Bezpieczeństwie Uniwersytetu Humanistyczno-Przyrodniczego im. Jana Długosza w Częstochowie. Specjalizuje się w historii wojskowości i historii najnowszej.

## Publikacje monograficzne
- Generał Marian Kukiel 1885-1973 : żołnierz, historyk, polityk (1997)
- 3 Dywizja Piechoty Wojska Polskiego we Francji w 1940 roku (2001)
- Dzieje Instytutu Józefa Piłsudskiego w Londynie 1947-1997 (2001)
- Polska historiografia wojskowa w Wielkiej Brytanii w latach 1939-1990: instytucje, ludzie, publikacje (2001)
- Wojsko Polskie na Zachodzie w latach II wojny światowej (wraz ze Zbigniewem Moszumańskim; 2005)
- Generał broni Władysław Sikorski (wraz ze Zbigniewem Moszumańskim; 2006)
- Szkice z historii Polskich Sił Zbrojnych na Zachodzie  (2006)
- Wojsko Polskie w misjach pokojowych w latach 1953-1990 (2009)
- Europejska integracja militarna: sojusze wojskowe XX wieku (wraz z Tomaszem Kośmiderem i Jeremiaszem Ślipiecem; 2011)
- Wojsko Polskie we Francji 1939-1940: organizacja i działania bojowe (2013)